# Divergence FM
Divergence FM est une radio française créée en 1987 à Montpellier (dans l'Hérault).

## Présentation
Divergence FM est une radio locale (créée en 1987) qui diffuse sur  Montpellier France et sa région (93.9 MhZ).  catégorie A.  . 

## Comment recevoir Divergence FM

### En DAB +
Sur l’application https://play.google.com/store/apps/details?id=space.intbh.divergencefm
https://apps.apple.com/fr/app/divergence-fm/id6743757709

### Par internet
- http://divergence-fm.org/player
- http://divergence-fm.org/player-bis/index.html
- http://divergence-fm.org/player-jazz/index.html